# Fluorid kobaltnatý
Fluorid kobaltnatý je anorganická sloučenina s chemickým vzorcem CoF2. Je to růžová krystalická látka, která je antiferomagnetická při nízkých teplotách (−235,45 °C; 37,7 K). Fluorid kobaltnatý, jak bezvodý tak i tetrahydrát se využívá v oborech citlivých na přítomnost kyslíku, konkrétně při výrobě kovů. V nízkých koncentracích se využívá ve zdravotnictví. Je ve vodě málo rozpustný a lze jej rozpustit v anorganických kyselinách a rozkládá se ve vařící vodě. Jeho hydráty jsou ve vodě rozpustné, obzvláště dihydrát a trihydrát. Hydráty se také tepelně rozkládají. Stejně jako některé fluoridy kovů v oxidačním stavu II, fluorid kobaltnatý krystalizuje ve struktuře rutilu, čímž vznikají oktaedrická centra kobaltu a planární fluoridy.

## Příprava
Fluorid kobaltnatý lze připravit následujícími způsoby:
Zahříváním chloridu kobaltnatého nebo oxidu kobaltnatého za přítomnosti fluorovodíku:
CoCl2 + 2HF → CoF2 + 2HCl
CoO + 2HF → CoF2 + H2O
Zahříváním kovového kobaltu v proudu fluoru:
Co + F2 → CoF2
Tepelným rozkladem fluoridu kobaltitého:
2CoF3 → 2CoF2 + F2
Nebo reakcí fluoridu kobaltitého s vodou.
Komerčně je fluorid kobaltnatý připravován působením fluorovodíku na uhličitan kobaltnatý.

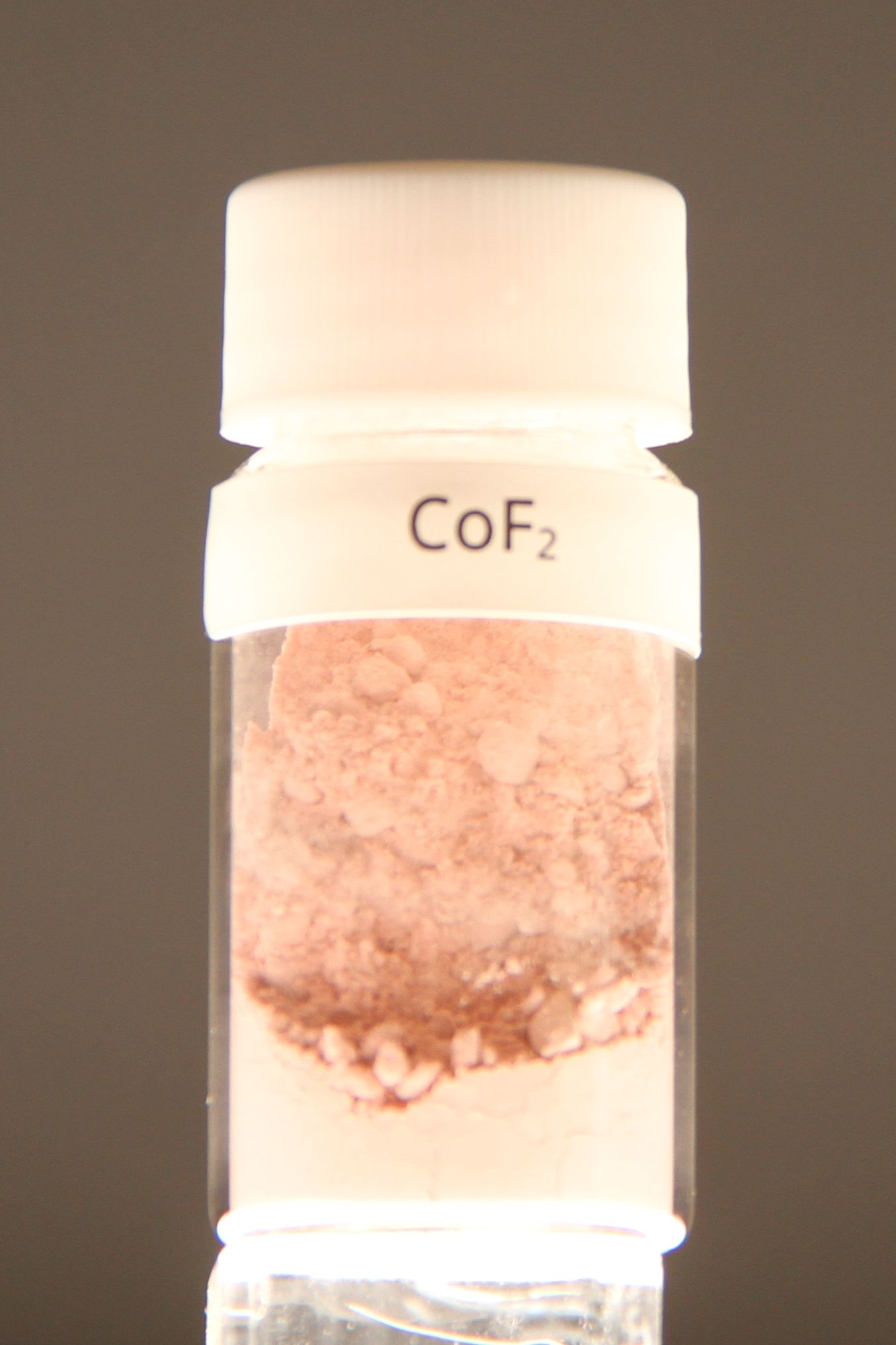
Bezvodý fluorid kobaltnatý

## Vlastnosti

### Fyzikální vlastnosti
Fluorid kobaltnatý je za standardních podmínek růžočervená krystalická látka rozpustná ve vodě, ale nerozpustná v ethanolu. Má tetragonální krystalickou mřížku. Při krystalizaci z vodného roztoku tvoří krystalické hydráty (tetrahydrát a dihydrát), při vysrážení z kyseliny fluorovodíkové tvoří také hydráty (pentahydrát a hexahydrát). Tetrahydrát fluoridu kobaltnatého se při 300 °C rozkládá.

### Chemická vlastnosti
Fluorid kobaltnatý je slabá lewisova kyselina. Kobaltnaté komplexy jsou obvykle oktaedrické nebo tetraedrické. Fluorid kobaltnatý je dobrým redukčním činidlem, poměrně dobře oxidovatelným na 18elektronovou sloučeninu. Fluorid kobaltnatý lze redukovat vodíkem při teplotě 300 °C.
Fluorid kobaltnatý vstupuje do následujících reakcí:
Fluorid kobaltnatý reaguje s koncentrovanou kyselinou sírovou za vzniku síranu kobaltnatého a fluorovodíku:
CoF2 + H2SO4 → CoSO4 + 2HF
Fluorid kobaltnatý reaguje s 40% roztokem hydroxidu sodného za vzniku sraženiny tetrahydroxokobaltnatanu sodného:
CoF2 + 4NaOH → Na2[Co(OH)4] + 2NaF
Fluorid kobaltnatý tvoří s hydrátem amoniaku fluorid hexaamminkobaltnatý:
CoF2 + 6(NH3·H2O) → [Co(NH3)6]F2 + 6H2O
Při delším varu fluoridu kobaltnatého dochází k rozkladu za vzniku sraženiny:
CoF2 + H2O → Co(OH)F + HF
Fluorid kobaltnatý reaguje s vodní parou za vzniku oxidu kobaltnatého:
CoF2 + H2O → CoO + 2HF
Fluorid kobaltnatý reaguje s taveninami fluoridu sodného a fluoridu draselného za vzniku řady komplexů:
CoF2 + MF → M[COF3], M2[CoF4], M4[CoF6] (M = Na, K)
Fluorid kobaltnatý se při zahřívání v proudu fluoru oxiduje na fluorid kobaltitý:
2CoF2 + F2 → 2CoF3
Fluorid kobaltnatý se oxiduje koncentrovaným peroxidem vodíku v přítomnosti uhličitanu sodného za vzniku zelené sraženiny trikarbonátkobaltitanu sodného:
2CoF2 + H2O2 + 6Na2CO3 → 2Na3[Co(CO3)3] + 2NaOH + 4NaF
Při elektrolýze roztoku fluoridu kobaltnatého v koncentrované kyselině fluorovodíkové se na anodě tvoří sraženina 3,5-hydrátu fluoridu kobaltitého:
2CoF2 + 2HF + 7H2O → 2(COF3·3,5H2O) + H2

## Využití
Fluorid kobaltnatý je využíván jako katalyzátor při legování kovů, nebo organické reakce. Používá se také k optickému nanášení, čímž výrazně zlepšuje optickou kvalitu. Také se používá jako fluorační činidlo.

## Analýza
K analýze fluoridu kobaltnatého jej lze rozpustit v kyselině dusičné. Získaný roztok je následně zředěn na vhodnou koncentraci a stanovován pomocí AAS, příp. ICP-OES. Malá množství fluoridu kobaltnatého mohou být rozpuštěna ve studené vodě, koncentrace fluoridových iontů lze pak stanovit pomocí fluoridové selektivní elektrody nebo iontové chromatografie.

## Toxicita
Fluorid kobaltnatý je ve větších množstvích toxický. LD50 u potkanů po orálním požití je 150 mg/kg. Fluorid kobaltnatý způsobuje poleptání. Při vdechování má škodlivý účinek na sliznice a horní cesty dýchací. Fluorid kobaltnatý je karcinogen.